# Chokladkungsfiskare
Chokladkungsfiskare (Halcyon badia) är en fågel i familjen kungsfiskare inom ordningen praktfåglar.

## Utseende och läte
Chokladkungsfiskaren är en distinkt kungsfiskare med blodröd näbb, chokladbrun ovansida, vit undersida och lysande blå vignfläckar och stjärt. Sången består av en serie med tio eller fler visslingar som stiger och sedan plötsligt faller i tonhöjd.

## Utbredning och systematik
Chokladkungsfiskare behandlas antingen som monotypisk eller delas in i två underarter med följande utbredning:
- Halcyon badia badia – Nigeria, Bioko och södra Kamerun österut till södra Centralafrikanska republiken och västligaste Uganda samt söderut till Gabon och nordligaste Angola (Cabinda och Cuangofloden)
- Halcyon badia obscuridorsalis – Västafrika från Sierra Leone till Ghana

## Levnadssätt
Chokladkungsfiskare är en skogslevande fågel som håller sig strax under trädtaket. Den hörs långt oftare än ses. Fågeln häckar i trädbelägna termitbon.

## Status och hot
Arten har ett stort utbredningsområde, men tros minska i antal, dock inte tillräckligt kraftigt för att den ska betraktas som hotad. Internationella naturvårdsunionen IUCN listar arten som livskraftig (LC).